# Вормсский конкордат
Вормсский конкордат (лат. Pax Wormatiensis cum Calixto II, также известен как Pactum Calixtinum) — компромиссное соглашение между римским папой Каликстом II и императором Священной Римской империи Генрихом V, завершившее борьбу за инвеституру. Заключён 23 сентября 1122 года в Вормсе. Ратифицирован на Первом Латеранском соборе (1123 год).
По Вормсскому конкордату, обе стороны даровали друг другу истинный мир, король обязался вернуть папе и местным церквям захваченное в ходе конфликта имущество. Соглашение урегулировало спорные вопросы в назначении церковных иерархов. Оно признало двойственность положения епископов, которые входили одновременно и в церковную, и в феодальную иерархию. Император отказывался от права наделять прелатов кольцом и посохом — символами духовного звания, которое давалось папой или его легатами. За императором сохранялось право наделять епископов ленами и светской властью, вручая им скипетр. Папа пошёл на три крупные уступки. Он признал, что епископы должны нести вассальные обязанности перед императором, согласился на присутствие императора при избрании епископов на немецкой территории и разрешил императору высказывать своё мнение в спорных случаях. Император в свою очередь обещал, что выборы будут проходить без симонии и принуждения. В Италии и Бургундии император лишился права участвовать в избрании и вручал инвеституру по прошествии шести месяцев. В целом, конкордат был более выгоден папе, чем императору.